# Leucoloma normandii
Leucoloma normandii är en bladmossart som beskrevs av Jean Édouard Gabriel Narcisse Paris, Brotherus och Renauld in Paris 1902. Leucoloma normandii ingår i släktet Leucoloma och familjen Dicranaceae. Inga underarter finns listade i Catalogue of Life.